# 만무방 (영화)
"만무방"은 1994년에 개봉한 대한민국의 영화이다.

## 캐스팅
- 장동휘
- 윤정희
- 김형일
- 신영진

## 수상
- 1994년 제32회 대종상
  - 여우주연상 - 윤정희
  - 편집상 - 이경자
  - 미술상 - 이명수
  - 녹음상 - 강대성, 이재웅
  - 영예로운 배우상 - 장동휘
  - 기획상 - 임종락, 천상용
- 1994년 제5회 춘사영화상
  - 감독상 - 엄종선
  - 남우주연상 - 장동휘
  - 음악상 - 이철혁
- 1995년 제33회 대종상
  - 특별감독상 - 엄종선
- 제40회 아시아태평양영화제
  - 최우수남우주연상 - 장동휘
- 1994년 제9회 포트 로더데일 영화제
  - 작품상(Best Int'l Film Award)
- 마이애미 폴라델영화제
  - 최우수작품상